# 文字ビューア
文字ビューア（もじビューア）は、macOSの文字コード表などから文字の入力を行うシステム標準（ことえり）のツールである。Mac OS X 10.5以前では文字パレット（もじパレット）という名称だった。

## 概要
macOSで表示可能な文字がカテゴリーから選んで一覧から選択することで現在選択中の入力欄に入力できる。右上の入力メニューから「文字ビューアを表示」で表示する。また、さまざまな文字コード表から文字の入力が可能である。アプリケーションによっては、メニューの「編集」の「特殊文字」で表示可能にしている場合もある。
Windowsの文字コード表、Microsoft Office IMEのIMEパッド、LinuxのKCharSelectに該当する。